# Michael Essien
Michael Essien (Acra, 3 de diciembre de 1982) es un exfutbolista ghanés que jugaba como centrocampista. Desde septiembre de 2020 es miembro del cuerpo técnico del F. C. Nordsjælland.

## Trayectoria

### Inicios
Essien comenzó su carrera en un club local de su país, el Liberty Professionals, después de graduarse en el St. Augustine College. Participó en la Copa Mundial de Fútbol Sub-17 de 1999 en Nueva Zelanda, donde Ghana obtuvo el tercer lugar. Después del torneo, Essien llamó la atención de muchos cazatalentos europeos.
Se habla muy poco, pero Essien jugó un año en el FC Barcelona.

### S. C. Bastia
En julio del 2000, el club francés Bastia firmó a Essien. Essien hizo pruebas con el Manchester United antes de unirse al Bastia. En el Bastia, Essien nunca obtuvo un lugar como titular jugando como lateral derecho, lateral izquierdo y como defensa central. Después, debido a la lesión de uno de sus compañeros, le dieron la oportunidad de jugar temporalmente en el medio campo, Essien demostró su capacidad al jugar en esa posición. Pronto fue comparado con Patrick Vieira por su estilo de juego. En la temporada 2002/2003 ayudó al Bastia a clasificar a la Copa de la UEFA, anotando seis goles en esa temporada. Pronto el París Saint-Germain, Olympique Lyonnais y el Olympique de Marsella hicieron ofertas por él, Essien no era solicitado sólo en Francia, también en Inglaterra.

### Olympique Lyonnais
Dos temporadas fueron suficientes para fichar por el Olympique de Lyon, por 7,8 millones de libras en 2002. El también equipo francés París Saint-Germain presentó una mejor oferta para hacerse con sus servicios, pero Essien rechazó el contrato y llegó a un acuerdo con el equipo de Lyon. En el año 2004 obtuvo la nacionalidad francesa.
En el Lyon jugaba en una posición en el centro campo más defensiva, jugaba con regularidad y logró dos títulos de liga con el Lyon en las temporadas 2003/04 y 2004/05. También fue nombrado en 2005 por la UNFP como el jugador del año.

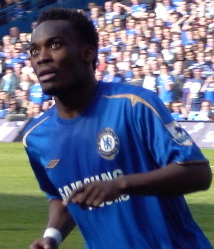
Essien jugando para el Chelsea en 2006

### Chelsea F. C.
En el año 2005 el Chelsea del magnate ruso Román Abramóvich pagó la cantidad de 24,4 millones de libras (40 millones de euros) para que acompañara a Claude Makélélé  en el centro del campo.
Con el conjunto inglés llegarían los primeros y mayores éxitos hasta el momento de su carrera, llegando a conquistar en la temporada 2011-12 la Liga de Campeones de la UEFA.

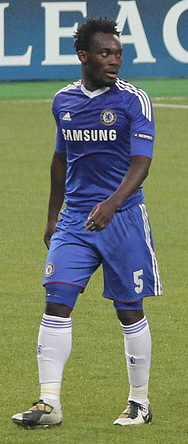
Essien con el Chelsea en 2010.

### Real Madrid C. F.
En verano de 2012, momentos antes de que cerrase el mercado de fichajes, el jugador firmó una cesión de un año para jugar en el Real Madrid donde se reencontraría con José Mourinho, con quien ya estuvo en su etapa en el club de Londres.
El jugador llegó también con una opción de compra para la temporada siguiente, y como recambio de Lassana Diarra, que abandonó el club blanco también a escasos momentos del cierre del mercado.
Su primer gol con el equipo merengue lo hizo el 3 de noviembre de 2012 ante el Real Zaragoza al minuto 88 para que 2 minutos después Luka Modrić pusiera el 4-0 final.

### Regreso al Chelsea
Después de su paso por el Real Madrid regresa al Chelsea junto a José Mourinho. Se creía que el portugués lo pondría a jugar mucho en el equipo del Chelsea, ya que en su anterior etapa como técnico blue el ghanés era titular habitual. No obstante, Essien casi no jugó con el equipo y tras el fichaje de Nemanja Matić, se hizo más evidente la salida del equipo.

### A. C. Milan
El 24 de enero de 2014 se confirmó su fichaje por el club italiano después de no ser titular con el Chelsea, siendo el primer fichaje del nuevo entrenador del Milan, Clarence Seedorf.

### Panathinaikos
En 2015 se hace oficial su traspaso al Panathinaikos de Grecia, dónde fue destacado el fichaje aunque no hizo tanto como se esperaba debido a sus años ya probablemente.

### Persib Bandung
En 2017 se hace oficial su traspaso al Persib Bandung de la Liga 1 de Indonesia.

## Selección nacional
Fue un importante miembro de la selección nacional desde su debut, pero una lesión lo dejó fuera del Mundial de 2010.
El 12 de mayo de 2014 el entrenador de la selección de Ghana, Akwasi Appiah, incluyó a Essien en la lista preliminar de 26 jugadores preseleccionados para la Copa Mundial de Fútbol de 2014. Semanas después, el 1 de junio, fue ratificado en la lista final de 23 jugadores que viajarán a Brasil.

### Participaciones en Copas del Mundo
| Mundial                        | Sede     | Resultado        |
| ------------------------------ | -------- | ---------------- |
| Copa Mundial de Fútbol de 2006 | Alemania | Octavos de final |
| Copa Mundial de Fútbol de 2014 | Brasil   | Fase de grupos   |

## Clubes
Actualizado al último partido jugado el 24 de mayo de 2014.
| Club                       | País       | Año       | PJ  | Goles |
| -------------------------- | ---------- | --------- | --- | ----- |
| Liberty Professionals      | Ghana      | 2000      | 1   | 0     |
| S. C. Bastia               | Francia    | 2000-2003 | 66  | 11    |
| Olympique de Lyon          | Francia    | 2003-2005 | 91  | 13    |
| Chelsea F. C.              | Inglaterra | 2005-2012 | 249 | 25    |
| Real Madrid C. F. (cesión) | España     | 2012-2013 | 35  | 2     |
| Chelsea F. C.              | Inglaterra | 2013-2014 | 9   | 0     |
| A. C. Milan                | Italia     | 2014-2015 | 22  | 0     |
| Panathinaikos F. C.        | Grecia     | 2015-2016 | 15  | 1     |
| Persib Bandung             | Indonesia  | 2017-2018 | 29  | 5     |
| Sabail F. K.               | Azerbaiyán | 2019-2020 | 14  | 0     |

## Palmarés

### Campeonatos nacionales
| Título               | Club              | País       | Año  |
| -------------------- | ----------------- | ---------- | ---- |
| Supercopa de Francia | Olympique de Lyon | Francia    | 2003 |
| Ligue 1              | Olympique de Lyon | Francia    | 2004 |
| Supercopa de Francia | Olympique de Lyon | Francia    | 2004 |
| Ligue 1              | Olympique de Lyon | Francia    | 2005 |
| Premier League       | Chelsea           | Inglaterra | 2006 |
| Copa de la Liga      | Chelsea           | Inglaterra | 2007 |
| FA Cup               | Chelsea           | Inglaterra | 2007 |
| FA Cup               | Chelsea           | Inglaterra | 2009 |
| Community Shield     | Chelsea           | Inglaterra | 2009 |
| Premier League       | Chelsea           | Inglaterra | 2010 |
| FA Cup               | Chelsea           | Inglaterra | 2010 |
| FA Cup               | Chelsea           | Inglaterra | 2012 |

### Campeonatos internacionales
| Título                | Club    | Sede   | Año  |
| --------------------- | ------- | ------ | ---- |
| UEFA Champions League | Chelsea | Múnich | 2012 |